# GNU Health
GNU Health è un Hospital Information System libero con le seguenti funzioni:
- Cartella Clinica Elettronica
- Hospital Information System
- Sistema d'Informazione Sanitario

È stato disegnato in modo tale da essere multipiattaforma, così può essere installato in diversi sistemi operativi (GNU/Linux, FreeBSD, Microsoft Windows), database management systems (PostgreSQL), e enterprise resource planning  (Tryton). È scritto in Python.

## Storia
GNU Health è stato creato nel 2008 da Luis Falcon come progetto per promuovere la salute e la prevenzione delle malattie in aree rurali. Il nome iniziale era Medical. Oggi si è trasformato in un sistema sanitario e ospedaliero con un team di collaboratori internazionali e multidisciplinari. GNU Health è un progetto di GNU Solidario, una Organizzazione non governativa che lavora nell'area della salute e dell'educazione con il software libero.

### Eventi principali
- 12 ottobre 2008: Il progetto Medical viene registrato in Sourceforge.
- 2 novembre 2008: Viene pubblicata la versione Medical 0.0.2 in SourceForge.
- 15 aprile 2010: Medical viene registrato nel portale del governo Brasiliano del Software Libero Brasiliano (SPB).
- 31 luglio 2010: Il Progetto viene registrato nella Comunità Europea Open Source Observatory and Repository.
- 18 aprile 2011: Medical cambia l'ambiente di sviluppo da Odoo a Tryton[1].
- 12 giugno 2011: Il nome del progetto cambia da Medical a GNU Health.
- 16 agosto 2011: Viene distribuita la versione 1.3.0, supporta Tryton e PostgreSQL.
- 26 agosto 2011: Richard Stallman dichiara GNU Health Progetto GNU ufficiale. A questo punto, il portale di sviluppo viene spostato da SourceForge a GNU Savannah.
- 29 ottobre 2011: Esce la versione GNU Health v 1.4.1 Questa versione è inclusa anche in The Python Package Index - PyPI come un insieme di moduli Python.
- 25 giugno 2012: Creazione di un server database pubblico in Internet di GNU Health per fare testing a Amsterdam.
- 9 febbraio 2013: Esce la versione GNU Health 1.8.0 compatibile con Tryton 2.6 e il cliente Android.
- 18 marzo 2013: Esce la versione GNU Health 1.8.1 con il nuovo modulo di Terapia intensiva.
- 7 luglio 2013: Esce la versione 2.0.0 compatibile con Tryton 2.8. Nuovi moduli di Neglected tropical diseases iniziando con il Malattia di Chagas. Nuova sezione di Demographics e Gestione di Unità Domiciliaria; nuovo programma di installazione del server; miglioramenti del modulo di chirurgia (ASA physical status classification system e Revised Cardiac Risk Index).
- 22 settembre 2013: Esce la versione 2.2.0. Nuove funzionalità, correzioni di bug e nuovi moduli Dengue e Diagnostica per immagini. Miglioramenti moduli chirurgia, appuntamenti e valutazioni pazienti.
- 14 novembre 2013: Esce la versione 2.2.2 GNU Health Patchset.
- 27 gennaio 2014: Esce la versione 2.4.0.
- 6 luglio 2014: Esce la versione 2.6.0 con la Funzione crittografica di hash per verificare i documenti; Firma digitale e integrazione del GPG GNU Privacy Guard Integration.
- 1 febbraio 2015: Esce la versione 2.8.0. Aggiunge compatibilità con Tryton 3.4, aggregazione dati e funzionalità di sincronizzazione per ambienti ripartiti, implementazione di Universal Person Unique Identifier (PUID) e Universal Unique Identifier (UUID), un server HL7 FHIR, certificati di nascita e decesso e funzionalità cripto migliorate (GNU Privacy Guard integration).
- 11 gennaio 2016: Esce la versione 3.0.0: compatibilità Tryton 3.8  (incluso il web client support); Modulo per la funzionalità e la disabilità della Persona, ispirato alla International Classification of Functioning della OMS; Disabilità e Salute; funzionalità base di Oftalmologia e Optometria e codici procedurali della OMS ICD9 CM Volume 3.
- 2 luglio 2017: Esce la serie 3.2. I pacchetti GNU Health HMIS vengono scritti in Python3. Migliorata la storia genetica e il pacchetto UniProt sulle condizioni legate alle proteine umane; Emergency Management System; Listino prezzi dell'Assicurazione; moduli cripto migliorati su laboratorio e servizi; sviluppo iniziale di GNU Health Federation e Thalamus[2].
- In Italia:  - Gnu Health ha avuto dedicata una sessione della ConfSL 2016, organizzata a Palermo da Sputnix;  - Luis Falcon è intervenuto al Linux Meeting a Palermo nel 2017;  - Nel Linux Day Palermo del 2018, il venerdì è stato argomento insieme ai vari usi del Software Libero in ambito sanitario. Presentato al Linux Day del 2020 con un talk dedicato[3].

## Uso
GNU Health si usa nei Centri Sanitari. Serve per la pratica medica giornaliera nonché per la gestione delle risorse sanitarie dei centri.

## Caratteristiche
GNU Health usa un approccio modulare attorno al kernel, con funzionalità diverse che possono essere incluse per soddisfare le esigenze del centro sanitario. I moduli attuali sono:
| Pacchetto                 | Caratteristiche |
| ------------------------- | --- |
| Health                    | Modello di dati principale per oggetti come paziente, valutazioni, centri sanitari, malattie, appuntamenti, vaccini e medicine.                                                                                    |
| Pediatrics                | Contiene modelli per neonatologia, pediatria e valutazioni psicosociali (Pediatric Symptoms Checklist - PSC) |
| Pediatric Growth Charts   | Include i grafici di crescita in percentili e z-scores della Organizzazione mondiale della sanità |
| Gynecology                | Ginecologia, ostetricia, medicina preventiva, informazioni prenatali e del puerperio. |
| Lifestyle                 | Esercizio fisico, diete, tossicodipendenze, National Institute of Drug Abuse (NIDA) database di droghe ricreative, Henningfield ratings, sessualità, fattori di rischio, sicurezza domestica, sicurezza infantile. |
| Genetics                  | Rischi ereditari. Circa 4200 “disease genes” dal NCBI / GeneCards |
| Genetics Uniprot          | Database UniProt per le varianti e i fenotipi naturali delle proteine umane. |
| Lab                       | Gestisce la richiesta, creazione e valutazione delle analisi di laboratorio. Interfaccia con Laboratory Information Management System (LIMS)                                                                       |
| Socioeconomics            | Educazione, professione, condizioni di vita, zone ostili, lavoro e prostituzione minorili . |
| Inpatient                 | Ricovero del Paziente, posto letto assegnato, piani di cura e assistenza infermieristica. |
| Surgery                   | Elenco di controllo pre-operatorio, procedure, sale operatorie, storia chirurgica del paziente. |
| Services                  | Gruppi di servizi sanitari per il paziente. Consente inoltre di generare fatture/fatturazione per i servizi selezionati. Sostituisce il modulo iniziale "invoice".                                                 |
| Calendar                  | Aggiunge funzionalità per connettersi con il cliente CalDAV e gestisce i calendari per gli appuntamenti. |
| QR Codes                  | Contiene Quick Recognition (QR) Codes per l`identificazione |
| History                   | Rapporti specifici per la storia clinica del paziente. |
| MDG6                      | Obiettivi di Sviluppo del Millennio 6. Funzionalità per lottare contro Malaria, Tubercolosi e AIDS |
| Reporting                 | Genera grafici per ottenere informazioni epidemiologiche. |
| Nursing                   | Funzionalità infermieristica. Giri-visita paziente, somministrazione di farmaci e procedure. |
| ICU                       | Intensive Care Unit - Mudulo di Terapia Intensiva. |
| Stock                     | Gestione dello stock di farmacia, con creazione automatica di movimenti di stock su procedure mediche. |
| NTD                       | Modulo di base delle Neglected tropical diseases |
| NTD Chagas                | Ha la funzionalità di prevenire, diagnosticare, controllare e gestire la Malattia di Chagas. Questo modulo fa parte della serie Neglected Tropical Diseases (NTD) di GNU Health.                                   |
| NTD Dengue                | Sorveglianza e gestione del Dengue. È parte della serie delle Neglected tropical diseases. |
| Imaging                   | Funzionalità per ordini e gestione della Diagnostica per immagini. |
| ICPM                      | Classificazione Internazionale delle Procedure in Medicina per la OMS. |
| Crypto                    | Supporto del documento selezionato/controllo d'integrità del registro con la Funzione crittografica di hash e integrazione del GPG GNU Privacy Guard.                                                              |
| Registri                  | Funzionalità per monitorare precedenti o la Cartella clinica cartacea dei pazienti. |
| Oftalmologia              | Funzionalità base per Oftalmologia and Optometria. |
| Funzionalità e Disabilità | Basato sulla International Classification of Functioning, Disability and Health della OMS e sul Laos Center of Medical Rehabilitation.                                                                             |
| ICD9 Vol 3                | OMS ICD-9-CM Volume 3 Procedure codes. |
| ICD10                     | WHO ICD-10 International Classification of Diseases - 10ª edizione |
| ICD11                     | WHO ICD-11 International Classification of Diseases - 11ª edizione |
| ICPM                      | WHO International Classification of Procedures in Medicine. |
| ICD10 PCS                 | Procedure Coding System extension |
| Assicurazione             | Assicurazione e tariffe dei servizi e della gestione dei prodotti. |
| EMS                       | Sistema di Gestione di Ambulanze e Emergenze. |
| Tracciamento dei contatti | Valutazione, identificazione e follow-up delle persone che potrebbero essere entrate in contatto con una persona infetta.                                                                                          |

## Impatto Culturale
GNU Health è stato presentato alla sessione della Organizzazione mondiale della sanità: "ICT per migliorare l'Informazione e le Responsabilità della Salute Materno-infantile" nel WSIS Forum 2013.
GNU Health ha vinto il Premio Annuale della Free Software Foundation come Premio Software Libero per Progetti di Utilità Sociale.
GNU Health vince il Premio PortalProgramas 2012 nelle categorie "Più Rivoluzionario" e "Con alto Potenziale di Crescita" .
GNU Health vince il Premio PortalProgramas 2014 nella categoria "Più Rivoluzionario".

## GNUHealthCon
GNU Health Con è una conferenza annuale organizzata da GNU Solidario. Dà modo agli sviluppatori, implementatori e menmbri della comunità di incontrarsi di persona durante tre giorni. Include sessioni di medicina sociale, discussioni tecniche, casi di implementazione e seminari.
Nel 2018 ha introdotto le tematiche dell'assistenza ai migranti Vincenzo Virgilio dell'Università di Palermo.

## GNU Health Social Medicine Awards
La cerimonia dei GNU Health Social Medicine Awards è parte della GNUHealthCon, organizzata da GNU Solidario. I premi riconoscono il ruolo di individui e organizzazioni che si dedicano al miglioramento delle vite degli svantaggiati. Sono previste tre categorie: Individuale, Organizzazione e Implementazione di GNU Health
GNU Health Social Medicine awards 2016:
| Anno | Individuale               | Organizzazione                                | Implementazione GNU Health                  |
| ---- | ------------------------- | --------------------------------------------- | ------------------------------------------- |
| 2016 | Richard Stallman          | Croce Rossa                                   | Laos Center of Medical Rehabilitation (CMR) |
| 2017 | Lorena Enebral            | Universidad Nacional de Entre Ríos            | Bikop Medical Center                        |
| 2018 | Dr. José Caminero Luna    | Proyecto Tor                                  | Hospital del distrito de Bafia              |
| 2019 | Aaron Swartz              | Animal Free Research UK                       | Ministerio de Salud Pública de Jamaica      |
| 2020 | Angela Davis              | Proactiva Open Arms                           | Minicipalidad de Diamante, Argentina        |
| 2021 | Luna Reyes Segura         | Physicians Committee for Responsible Medicine | Insolàfrica                                 |
| 2022 | Teresita Guadalupe Calzia | Franz Weber Foundation                        | Cirugía Solidaria                           |
| 2023 | Sébastien Jodogne         | Università di Hannover                        | Fundación Jérôme Lejeune Argentina          |